# Gijs van der Wiel
Gijsbert (Gijs) van der Wiel (Noordwijk aan Zee, 6 maart 1918 – Delft, 29 juli 2001) was een Nederlands ambtenaar en bestuurder.

## Leven en werk
Van der Wiel werd in 1918 te Noordwijk aan Zee geboren. Na een HTS-opleiding ging hij elektrotechniek studeren in Delft. Deze studie brak hij in de oorlog af. In 1946 werd hij hoofd van de filmafdeling van de Rijksvoorlichtingsdienst. Daar klom hij langzaam op. Eerst werd hij in 1952 adjunct-directeur. In 1968 werd Van der Wiel aangesteld als directeur-generaal van de RVD, een positie die hij tot 1983 vervulde. In zijn werkzaamheden als directeur-generaal van de RVD was hij woordvoerder van vijf achtereenvolgende ministers-presidenten. Van der Wiel was commandeur in de Orde van Oranje-Nassau en  ridder in de Orde van de Nederlandse Leeuw.
Van der Wiel overleed op 83-jarige leeftijd op 29 juli 2001 te Delft.

## Publicatie
- Van de hoed en de rand. Een afscheidsbundel voor Gijs van der Wiel. Den Haag, 1983. Geen ISBN (niet in de handel)